# Maison Jean-Baptiste-Mâsse
La maison Jean-Baptiste-Mâsse est une maison située à Saint-Denis-sur-Richelieu au Québec.

## Histoire
La maison Jean-Baptiste-Mâsse fut construite vers 1809 et agrandie en 1814 pour l'aubergiste et marchand Jean-Baptiste Mâsse. Elle sert alors d'auberge, de magasin général et de résidence. Elle fut utilisée comme lieu de retranchement pour les Patriotes lors de la bataille de Saint-Denis le 23 novembre 1837. 
Elle sert ensuite de magasin général jusqu'en 1867 et d'auberge entre 1867 et 1912. Entre 1927 et 1936, elle est convertie en manufacture d'habit de travail. Elle est achetée en 1943 par une coopérative agricole qui l'utilise comme magasin de marchandises agricoles et d'entrepôt. En 1980, elle est achetée par le ministère des Affaires culturelles. Elle est restaurée et est depuis 1988 un musée consacré aux Patriotes.
Elle a été classée en 1977.
Elle est aujourd'hui la « Maison nationale des Patriotes », un centre d'interprétation de l'histoire du Québec de l'époque coloniale du Bas-Canada.